# جنگل ملی شاونی
جنگل ملی شاونی (به انگلیسی: Shawnee National Forest) یک جنگل ملی در آمریکا است.
مساحت این جنگل ۱۱۰۰ کیلومتر مربع است و در ایالت ایلینوی گسترده است.

## نگارخانه

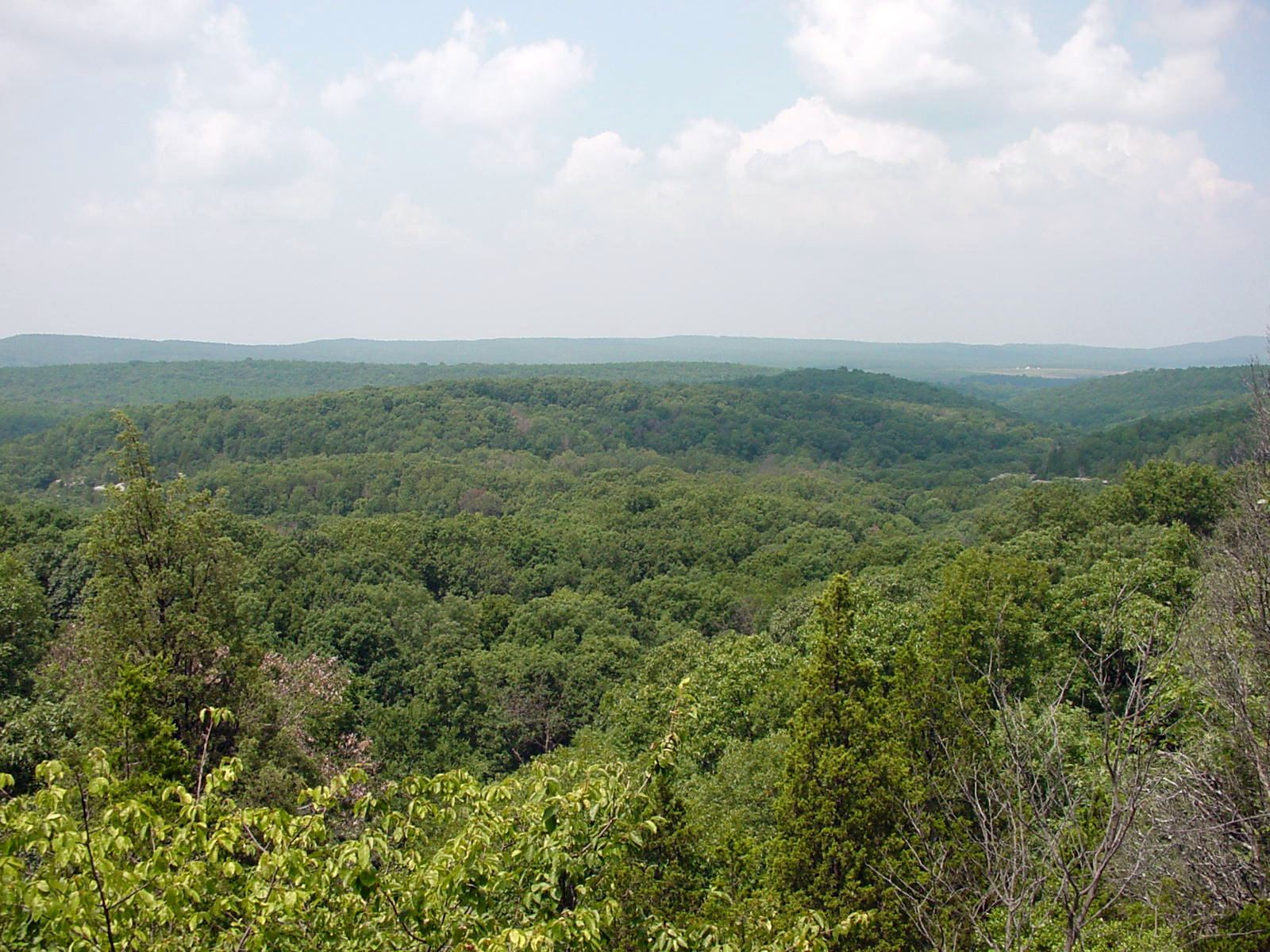